# Juno and the Paycock
Juno and the Paycock es una película de 1930 dirigida por Alfred Hitchcock y protagonizada por Barry Fitzgerald, Maire O'Neill, Edward Chapman y Sara Allgood.

## Argumento
Barry Fitzgerald aparece como el narrador en la primera escena del film, pero tiene otro rol. En las suburbios de Dublín durante la Guerra Civil Irlandesa, el capitán Boyle (Edward Chapman) vive en un pequeño piso con su mujer Juno (Sara Allgood) y sus hijos Mary (Kathleen O'Regan) y Johnny (John Laurie). Juno llama a su marido "Capitán Paycock" porque cree que se parece a un vanidoso pavo real (paycock, en inglés). Juno trabaja mientras el "capitán" solo se mueve para ir del piso al bar. La hija, Mary, tiene trabajo, pero se declara en huelga después de que se criminalice a un compañero. El hijo, Johnny, se queda tullido al perder un brazo durante la guerra, y se hace miembro del IRA.

## Reparto
- Barry Fitzgerald - el narrador
- Maire O'Neill - Sra. Madigan (as Maire O'Neil)
- Edward Chapman - Capitán Boyle
- Sidney Morgan - 'Joxer' Daly
- Sara Allgood - Sra. Boyle ('Juno')
- John Laurie - Johnny Boyle
- Dave Morris - Jerry Devine
- Kathleen O'Regan - Mary Boyle
- John Longden - Charles Bentham
- Dennis Wyndham - El reclutador (acreditado como Denis Wyndham)
- Fred Schwartz - Sr. Kelly (acreditado como Fred Schwarz)
- Donald Calthrop - Needle Nugent (no acreditado)